# Theo Archibald
Theodore Valentine Archibald, detto Theo (Glasgow, 5 marzo 1998), è un calciatore scozzese, attaccante del Leyton Orient.

## Caratteristiche tecniche
È un'ala sinistra.

## Carriera

### Club
Ha esordito fra i professionisti il 7 marzo 2013 con la maglia dell'Albion Rovers in occasione del match di Scottish League One perso 3-0 contro il Livingston.

### Nazionale
Ha giocato nelle nazionali giovanili scozzesi Under-16, Under-19 ed Under-21.

## Statistiche

### Presenze e reti nei club
Statistiche aggiornate al 6 luglio 2023.
| Stagione             | Squadra              | Campionato           | Campionato | Campionato | Coppe nazionali | Coppe nazionali | Coppe nazionali | Coppe continentali | Coppe continentali | Coppe continentali | Altre coppe | Altre coppe | Altre coppe | Totale | Totale |
| Stagione             | Squadra              | Comp                 | Pres       | Reti       | Comp            | Pres            | Reti            | Comp               | Pres               | Reti               | Comp        | Pres        | Reti        | Pres   | Reti   |
| -------------------- | -------------------- | -------------------- | ---------- | ---------- | --------------- | --------------- | --------------- | ------------------ | ------------------ | ------------------ | ----------- | ----------- | ----------- | ------ | ------ |
| 2016-2017            | Albion Rovers        | SL1                  | 14         | 0          | SC+CdL          | -               | -               | -                  | -                  | -                  | -           | -           | -           | 14     | 0      |
| 2017-2018            | Brentford            | FLC                  | 2          | 0          | FACup+CdL       | 0+1             | 0               | -                  | -                  | -                  | -           | -           | -           | 3      | 0      |
| 2018-gen. 2019       | Forest Green         | FL2                  | 14         | 1          | FACup+CdL       | 2+2             | 0               | -                  | -                  | -                  | FLT         | 3           | 0           | 21     | 1      |
| gen.-giu. 2019       | Brentford            | FLC                  | 0          | 0          | FACup+CdL       | 0+0             | 0               | -                  | -                  | -                  | -           | -           | -           | 0      | 0      |
| Totale Brentford     | Totale Brentford     | Totale Brentford     | 2          | 0          |                 | 1               | 0               |                    | -                  | -                  |             | -           | -           | 3      | 0      |
| 2019-2020            | Macclesfield Town    | FL2                  | 28         | 4          | FACup+CdL       | 0+2             | 0               | -                  | -                  | -                  | FLT         | 3           | 2           | 33     | 6      |
| 2020-2021            | Lincoln City         | FL1                  | 7          | 0          | FACup+CdL       | 2+1             | 0               | -                  | -                  | -                  | FLT         | 2           | 1           | 12     | 1      |
| 2021-2022            | Leyton Orient        | FL2                  | 38         | 8          | FACup+CdL       | 2+1             | 0               | -                  | -                  | -                  | FLT         | 1           | 0           | 42     | 8      |
| 2022-2023            | Leyton Orient        | FL2                  | 35         | 5          | FACup+CdL       | 1+1             | 0               | -                  | -                  | -                  | FLT         | 2           | 0           | 39     | 5      |
| Totale Leyton Orient | Totale Leyton Orient | Totale Leyton Orient | 73         | 13         |                 | 5               | 0               |                    | -                  | -                  |             | 3           | 0           | 81     | 13     |
| Totale carriera      | Totale carriera      | Totale carriera      | 138        | 18         |                 | 14              | 0               |                    | -                  | -                  |             | 11          | 3           | 163    | 21     |

## Palmarès

### Club

#### Competizioni nazionali
- Campionato inglese di quarta divisione: 1

Leyton Orient: 2022-2023